# José Turquel
José Manuel Soares Turquel de Jesus ist ein osttimoresischer Diplomat und Politiker. Er ist Mitglied der Partei Kmanek Haburas Unidade Nasional Timor Oan (KHUNTO). 2008 war Turquel Mitglied der Associação Social-Democrata de Timor (ASDT).

## Werdegang
Turquel ist der Sohn von Miguel Turquel de Jesus und Ilda Soares.
1992 machte Turquel einen Abschluss an der Landwirtschaftlichen Fakultät der indonesischen Udayana-Universität. In der Zeit nach dem Referendum von 1999 arbeitete er als Übersetzer und Berater für verschiedene internationale Hilfsorganisationen. 2000 schloss er sein Bachelor-Studium in öffentlicher Verwaltung an der Universitas Pendidikan Nasional (UNDIKNAS) in Denpasar ab. 2004 erhielt Turquel 2004 ein Stipendium des United States East Timor (USET) scholarship program for political science und studierte am East-West-Center der University of Hawaiʻi System Public Policy und internationale Beziehungen. Seinen Bachelor-Abschluss machte er 2006. 2005 absolvierte Turquel ein Praktikum am National Democratic Institute for International Affairs in Washington, D.C. und 2006 an der osttimoresischen Botschaft in den USA.
Als er als Student im Aufbaustudium auf Urlaub in seiner Heimat Osttimor war, nahm er an einer Podiumsdiskussion zum Thema Führung und Staatenbildung teil. Seine Präsentation beeindruckte Staatspräsident José Ramos-Horta, der ihn daraufhin zu einem Treffen einlud und daraufhin ihn zum Stabschef seines Kabinetts machte. Turquel nahm dafür eine sechsmonatige Pause von seinem Studium zum Master. Er reorganisierte die Arbeit der Mitarbeiter und wollte eigentlich danach wieder zu seinem Studienplatz zurückkehren. Ramos-Horta ernannte ihn aber 2007 zum Direktor der Abteilung für internationale Beziehungen und außenpolitischer Berater des Präsidenten. Turquel koordinierte die Außenpolitik des Büros des Präsidenten in enger Zusammenarbeit mit den Außen- und Verteidigungsministerien, dem Nationalparlament, den Botschaften und dem diplomatischen Korps. Er organisierte Staatsbesuche des Präsidenten und repräsentierte Osttimor auf internationalen Treffen als Diplomat im Range eines Botschafters. Turquels Amtszeit endete mit der Abwahl Ramos-Hortas 2012, blieb aber Special Assistent im Büro von José Ramos-Horta.
Ramos-Horta wurde 2013 UN-Sonderbeauftragter für Guinea-Bissau und Turquel von 2013 bis 2014 stellvertretender Leiter der osttimoresischen Kooperationsagentur in Guinea-Bissau. Seit 2016 ist Turquel leitender Berater für internationale Kooperationen im Innenministerium Osttimors.
2018 wurde Turquel für die VIII. Regierung als Vizeminister für Außenangelegenheiten vorgeschlagen. Staatspräsident Francisco Guterres verweigerte ihm aber die Ernennung, ebenso wie zehn anderen Kandidaten für das Kabinett.
In der KHUNTO hatte Turquel das Amt eines Nationalen Beraters, bevor er im März 2020 zum ersten Vizegeneralsekretär wurde.

## Sonstiges
Turquel ist verheiratet mit Georgina Corte Real. Er spricht neben Tetum auch Englisch, Indonesisch und Portugiesisch.
2012 erhielt Turquel die Medalha de Mérito Osttimors.